# Ministère de la Culture, du Tourisme et de l'Artisanat (Niger)
Le ministère de la Culture, du Tourisme et de l'Artisanat du Niger est le ministère chargé de la culture, du tourisme et de l'artisanat au Niger.  

## Description

### Siège
Le ministère de la Culture, du Tourisme et de l'Artisanat du Niger a son siège à Niamey.

### Attributions
Ce département ministériel du gouvernement nigérien est chargé de la conception, de la mise en œuvre et du suivi de la politique de l’État en matière de culture, de tourisme et d'artisanat du Niger.

### Ministres
La ministre de l'Artisanat et du Tourisme est Guichen Agaichata Atta.